# Louise Tagnard
Louise Tagnard, née le 21 décembre 1879 à Grenoble et morte le 2 mai 1970 à La Tronche, est une artiste-peintre française.

## Biographie
Louise Tagnard est née le 21 décembre 1879 à Grenoble. Elle est élève de Jacques Gay, Auguste Félix, Ernest Hareux et de Tancrède Bastet. Elle étudieé à Paris où elle a assisté à l'Académie Julian pendant quatre semaines en 1909. Elle est morte le 2 mai 1970 à La Tronche

## Œuvres
Musée de Grenoble :
- Bouquet champêtre, 1956[3]
- Le Sappey, 1922[4]
- Nature morte, avant 1923[5]
- Le Sappey, 1923[6]
- Roses et cœurs de Marie, 1932[7]
- Saint Blaise du Buis, 1945[8]
- Nu couché, 1950[9]
- L'assiette de la Tronche, 1959[10]